# Криптохристианство
Криптохристианство (также крипто-христианство, криптохристиане, подпольное или тайное христианство; греч. κρυπτός — «тайный», «укрытый») — в Средние века и Новое время — подпольные, тайные последователи христианства, особенно в обществах, где преобладают последователи другой веры, оказывающие религиозное давление на представителей данного религиозного меньшинства.

## История
Несмотря на то, что само христианство возникло в подполье и долгое время исповедовалось тайно, а также преследовалось доминирующим в античное время язычеством, криптохристианами считают обычно средневековых и современных христиан, насильно обращённых в другие религии (например в ислам и др.) и тайно исполняющих христианские обряды.
Особое распространение классические формы криптохристианства получили в Южной Европе и соседних регионах после арабских завоеваний VII века (Балканы, Малая Азия, Северная Африка, Ближний Восток).
Во времена Османской империи криптохристианами стали многие этнические греки, армяне, болгары, грузины и албанцы, формально обращенные в ислам, но тайно исповедовавшие христианскую веру.
Криптохристиане вели такой же образ жизни, как и мусульмане: чтобы те не подозревали их в притворном исполнении предписаний исламской религии либо в вероотступничестве, они обрезались и обрезали своих детей, носили мусульманскую одежду, молились вместе с мусульманами в мечети, хоронили своих единоверцев по мусульманскому обряду и т.д. Впрочем, когда было возможно не исполнять мусульманские обряды, тайные христиане их не исполняли. Например, в Понте в деревне Кромне «если кто-то [из тайных христиан] умирал, то под тем или иным предлогом ходжу удаляли из села и погребение совершал священник, которого официально звали Мехмет или Юсуф».
В подобной ситуации оказались также христианские прозелиты в Японии, запретившей христианство в 1643—1858 гг., а также последователи христианских религиозных культов, имевших антикоммунистическую или антисоветскую направленность на территории СССР и большинства стран ОВД (Организация Варшавского договора), с государственной доктриной атеизма (или косвенно подозреваемые советской/коммунистической властью в данной направленности).
При этом возможны и более сложные ситуации, например крипто-католичество в Великобритании после 1558 года, когда в стране начались гонения против католиков, крипто-православие в Речи Посполитой после 1596 года или крипто-протестантизм в официально католических странах (Франция, Испания, Италия) в этот же период.